# Iglesia de Santiago (Delhi)
La iglesia de Santiago[cita requerida] (también conocida como Iglesia de Skinner[cita requerida]) es una iglesia anglicana en Delhi, India, construida en 1836 por el coronel James Skinner. Es una de las iglesias más antiguas de la ciudad, y parte de la Iglesia de la India del norte en la Diócesis de Delhi. Está situada cerca de la Puerta de Cachemira, en la intersección del camino de la iglesia y el camino de Lothian. Era la iglesia del virrey de la India, a la que asistieron hasta que la Iglesia Catedral de la Redención, cerca de Gurudwara Rakab Ganj, fue construida en 1931. La única iglesia de esa época, la Iglesia de San Esteban, en Fatehpuri, Delhi fue construida en 1867.